# Mauro Fodra
Mauro Fodra (Petrópolis, 25 de outubro de 1978), é um quadrinista e professor de arte, desenho e pintura brasileiro. Formado em Artes Visuais e Pós-graduado em História e Análise da Obra de Arte, já publicou ilustrações em diversos livros didáticos. Foi desenhista nas graphic novels Justiça Sideral (independente) e Desafiadores do Destino – Disputa por Controle (Avec Editora). Por esta última HQ, ganhou o Prêmio Angelo Agostini de "melhor desenhista" em 2019.